# 小沢克介
小沢 克介（おざわ かつすけ、1944年4月13日 - ）は、日本の弁護士、政治家。立憲民主党山口県総支部連合会顧問。
衆議院議員（3期）、裁判官訴追委員会委員、裁判官弾劾裁判所裁判員、山口県弁護士会会長などを歴任した。小澤 克介とも表記される。

## 経歴
父の赴任先の台湾台北州台北市に生まれ、山口県山口市で育つ。山口県立山口高等学校を経て、慶應義塾大学法学部を卒業し、宇部興産（現：UBE）入社。1973年、28歳で司法試験に合格（司法修習28期）し、その後1976年に弁護士登録。
自民党議員の息子ながら、1983年の第37回衆議院議員総選挙で山口2区から日本社会党公認で立候補し、初当選。以後、3期連続当選。1993年の第40回衆議院議員総選挙では落選し、1996年には山口県知事選挙に立候補するが、落選した。
2018年12月には菅直人、平岡秀夫と共に立憲民主党山口県連の顧問に就いた。新立憲民主党でも引き続き、山口県連顧問を務める。

## 政策
- 選択的夫婦別姓制度導入に賛成[3]。

## 選挙
- 1983年（昭和58年） - 第37回衆議院議員総選挙（旧山口2区）に日本社会党公認で当選。87,708票。
- 1986年（昭和61年） - 第38回衆議院議員総選挙（旧山口2区）に日本社会党公認で当選。67,275票。
- 1990年（平成2年） - 第39回衆議院議員総選挙（旧山口2区）に日本社会党公認で当選。100,462票。
- 1993年（平成5年） - 第40回衆議院議員総選挙（旧山口2区）に日本社会党公認で落選。61,441票。
- 1996年（平成8年） - 山口県知事選挙に無所属・新党さきがけ推薦で落選。51,228票。

## 家族・親類
- 父：小沢太郎 - 台湾総督府官僚で山口県知事、自民党衆議院議員、自民党参議院議員を務めた。
- 従兄：小澤啓一 - 映画監督。

## 役職・活動等
- 「小泉純一郎さんのお話を聞く会」代表[4]
- 社会民主党山口県連顧問弁護士[5]
- 職員の自殺を巡る宇部・山陽小野田消防局外部調査委員会委員長[6]